# П'ятикутна антипризма
П'ятикутна антипри́зма — призматоїд, у якого дві паралельні грані (основи) — рівні між собою правильні п'ятикутники, а решта 10 граней (бокові грані) — правильні трикутники.
Також, п'ятикутна антипри́зма — пряма п'ятикутна рівностороння антипризма.
Має конгруентні та коаксікальні (співвісні) грані основ (правильні п'ятикутники) повернені одна відносно іншої на кут {\displaystyle {\frac {180^{\circ }}{5}}=36^{\circ }}. Пряма, що сполучає центри основ (вісь антипризми), перпендикулярна до площин основ.
Цей багатогранник є напівправильним багатогранником та однорідним багатогранником.
А отже, володіє такими властивостями:
1. Всі грані є правильними багатокутниками (двох типів: правильні трикутники та правильні п'ятикутники);
2. Для будь-якої пари вершин існує симетрія багатогранника (тобто рух, що переводить багатогранник сам в себе), яка переводить одну вершину в іншу.

П'ятикутна антипризма має 6 осей обертової симетрії:
- 1 вісь 5-го порядку — проходить через центри п'ятикутних граней; (поворот на 72°, 144°, 216° і 288° або 2π/5, 4π/5, 6π/5, 8π/5 радіан);
- 5 осей 2-го порядку — проходять через середини протилежних паралельних ребер основ антипризми (поворот на 180° або π радіан).

П'ятикутна антипризма має 5 площин дзеркальної симетрії, що проходять через вершину та середину протилежного ребра для кожної грані.
Має центр симетрії (в ньому перетинаються всі осі та площини симетрії).
А також є третім багатогранником у нескінченному ряді однорідних антипризм, утворених парним набором трикутних граней та закритих з обох сторін двома багатокутниками.

## Геометрія
Багатогранник є неправильним додекаедром.

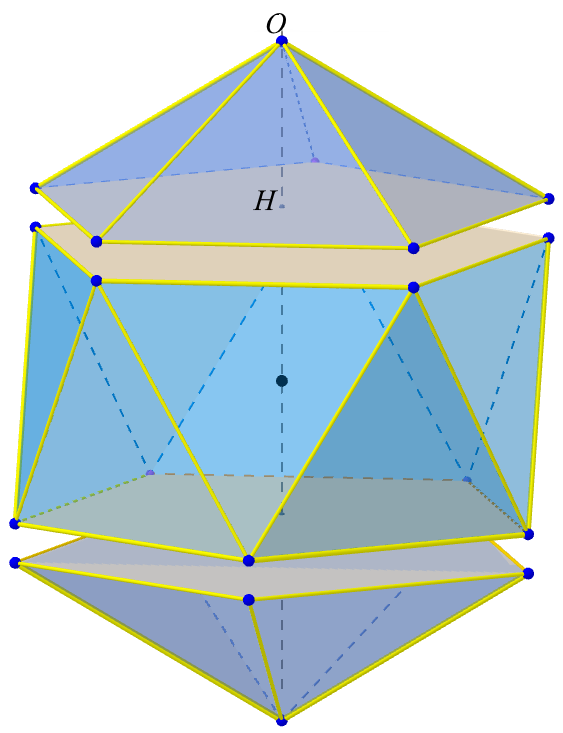
Правильний ікосаедр як двічі нарощена п'ятикутна антипризма

П'ятикутну антипризму можна також назвати двічі протилежно відсіченим ікосаедром ‒ тілом, утвореним відсіканням двох п'ятикутних пірамід з протилежних вершин правильного ікосаедра, залишаючи дві несуміжні п'ятикутні грані.
Пов'язаний багатогранник, двічі косо відсічений ікосаедр — J62 (один з правильногранних багатогранників Джонсона), аналогічно формується з ікосаедра видаленням двох пірамід; але в цьому багатограннику п'ятикутні грані стикаються ребром.
Дві п'ятикутні грані обох тіл (5-антипризми та J62) можна наростити пірамідами з утворенням ікосаедра.
П'ятикутна антипризма належить до підкласу призматоїдів, та є (виродженим) типом кирпатих багатогранників.
Перерізом п'ятикутної антипризми площиною, що проходить перпендикулярно до осі симетрії п'ятого порядку через її центр, є правильний десятикутник.

## Формули
У всіх формулах нижче:
{\displaystyle \varphi =2\cdot \cos \left({\frac {\pi }{5}}\right)={\frac {1+{\sqrt {5}}}{2}}\approx 1.618033988749} — відношення пропорції «золотого перетину».
(послідовність A001622 з Онлайн енциклопедії послідовностей цілих чисел, OEIS).

### Діагоналі
Кількість діагоналей опуклого багатогранника: {\displaystyle {\binom {B}{2}}-P},
де В — кількість вершин, Р — кількість ребер багатогранника.
Для п'ятикутної антипризми:
{\displaystyle {\binom {10}{2}}-20={\frac {10}{2}}\cdot {\frac {9}{1}}-20=25} діагоналей (10 граневих та 15 просторових).
| Діагоналі п'ятикутної антипризми з довжиною ребра {\displaystyle a} | Діагоналі п'ятикутної антипризми з довжиною ребра {\displaystyle a}                      | Діагоналі п'ятикутної антипризми з довжиною ребра {\displaystyle a}  | Діагоналі п'ятикутної антипризми з довжиною ребра {\displaystyle a} |
| ------------------------------------------------------------------- | ---------------------------------------------------------------------------------------- | -------------------------------------------------------------------- | ------------------------------------------------------------------- |
|                                                                     | Гранева діагональ                                                                        | {\displaystyle AB={\frac {1+{\sqrt {5}}}{2}}\cdot a=\varphi \cdot a} | ≈ 1.6180339887 {\displaystyle \cdot a}                              |
| Просторові діагоналі                                                | {\displaystyle AC={\frac {1+{\sqrt {5}}}{2}}\cdot a=\varphi \cdot a}                     | ≈ 1.6180339887 {\displaystyle \cdot a}                               |                                                                     |
| Просторові діагоналі                                                | {\displaystyle AD={\sqrt {\frac {5+{\sqrt {5}}}{2}}}\cdot a={\sqrt {\varphi +2}}\cdot a} | ≈ 1.9021130326 {\displaystyle \cdot a}                               |                                                                     |

Кут між діагоналями АВ та АС дорівнює 60°.

### Метричні характеристики
| Для п'ятикутної антипризми з довжиною ребра {\displaystyle a}:                                          | Для п'ятикутної антипризми з довжиною ребра {\displaystyle a}: | Для п'ятикутної антипризми з довжиною ребра {\displaystyle a}: | Для п'ятикутної антипризми з довжиною ребра {\displaystyle a}: | Для п'ятикутної антипризми з довжиною ребра {\displaystyle a}: |
| --- | -------------------------------------------------------------- | --- | --- | -------------------------------------------------------------- |
| Радіус описаної сфери (проходить через всі вершини)                                                     | Радіус описаної сфери (проходить через всі вершини)            | {\displaystyle R={\frac {1}{4}}\cdot {\sqrt {4+\csc ^{2}\left({\frac {\pi }{10}}\right)}}\cdot a}                                                                                         | {\displaystyle R={\sqrt {\frac {5+{\sqrt {5}}}{8}}}\cdot a={\frac {\sqrt {\varphi +2}}{2}}\cdot a}                                                                                               | {\displaystyle \approx 0.95105651\cdot a}                      |
| Радіус напіввписаної сфери (дотикається до всіх ребер)                                                  | Радіус напіввписаної сфери (дотикається до всіх ребер)         | {\displaystyle \rho ={\frac {1}{4}}\cdot \csc \left({\frac {\pi }{10}}\right)\cdot a} | {\displaystyle \rho ={\frac {1+{\sqrt {5}}}{4}}\cdot a={\frac {\varphi }{2}}\cdot a} | {\displaystyle \approx 0.80901699\cdot a}                      |
| Радіус сфери r3 та r5 (дотична до всіх трикутних граней та відповідно, п'ятикутних граней в їх центрах) | Вписаної сфери п'ятикутна антипризма не має                    | | {\displaystyle r_{3}={\frac {\sqrt {42+18{\sqrt {5}}}}{12}}\cdot a}{\displaystyle ={\frac {{\sqrt {3}}\cdot \left(3+{\sqrt {5}}\right)}{12}}\cdot a={\frac {\varphi ^{2}}{2{\sqrt {3}}}}\cdot a} | {\displaystyle \approx 0.7557613\cdot a}                       |
| Радіус сфери r3 та r5 (дотична до всіх трикутних граней та відповідно, п'ятикутних граней в їх центрах) | Вписаної сфери п'ятикутна антипризма не має                    | | {\displaystyle r_{5}={\frac {1}{2}}{\sqrt {\frac {5+{\sqrt {5}}}{10}}}\cdot a} | {\displaystyle \approx 0.4253254\cdot a}                       |
| Висота H (Відстань між протилежними п'ятикутними гранями)                                               | Висота H (Відстань між протилежними п'ятикутними гранями)      | {\displaystyle H={\sqrt {1-{\frac {1}{4}}\cdot \sec ^{2}\left({\frac {\pi }{10}}\right)}}\cdot a}                                                                                         | {\displaystyle H={\sqrt {\frac {5+{\sqrt {5}}}{10}}}\cdot a} | {\displaystyle \approx 0.8506508\cdot a}                       |
| Площа поверхні                                                                                          | Площа поверхні                                                 | {\displaystyle S={\frac {1}{2}}\cdot 5\left(\mathrm {ctg} \left({\frac {\pi }{5}}\right)+{\sqrt {3}}\right)a^{2}}                                                                         | {\displaystyle S={\frac {1}{2}}\cdot \left(5{\sqrt {3}}+{\sqrt {25+10{\sqrt {5}}}}\right)a^{2}}                                                                                                  | {\displaystyle \approx 7.7710818\cdot a^{2}}                   |
| Об'єм                                                                                                   | Об'єм                                                          | {\displaystyle V={\frac {5\cdot \sin \left({\frac {3\pi }{10}}\right)\cdot {\sqrt {4\cos ^{2}\left({\frac {\pi }{10}}\right)-1}}}{12\sin ^{2}\left({\frac {\pi }{5}}\right)}}\cdot a^{3}} | {\displaystyle V={\frac {5+2{\sqrt {5}}}{6}}\cdot a^{3}} | {\displaystyle \approx 1.5786893\cdot a^{3}}                   |

Центр мас лежить на осі антипризми і рівновіддалений від її основ.

### Кути
Плоскі кути граней при вершині: 60°, 108°.
Сума плоских кутів при кожній вершині дорівнює 288°.
| Кути багатогранника                                                                  | Кути багатогранника | Кути багатогранника                                     |
| ------------------------------------------------------------------------------------ | --- | ------------------------------------------------------- |
| Двогранний кут між гранями {3} та {3}                                                | {\displaystyle \alpha =\arccos \left(-{\frac {\sqrt {5}}{3}}\right)=2\cdot \arctan \left(\varphi ^{2}\right)=\pi -2\arctan \left({\frac {3-{\sqrt {5}}}{2}}\right)}                          | ≈ 2.4118649973628 рад ≈ 138° 11′ 22.866375197′′         |
| Двогранний кут між гранями {3} та {5}                                                | {\displaystyle \beta =\arccos \left(-{\sqrt {\frac {5-2{\sqrt {5}}}{15}}}\right)} {\displaystyle =\pi -\operatorname {arcsec} \left({\sqrt {15+6{\sqrt {5}}}}\right)}                        | ≈ 1.7595068575784 рад ≈ 100° 48′ 44.341068858′′         |
| Тілесний кут при вершині                                                             | {\displaystyle \Omega =8\arctan \left({\sqrt {6}}-{\sqrt {5}}\right)+4\arctan \left({\sqrt {3\cdot \left(5+2{\sqrt {5}}\right)}}-{\sqrt {5}}-3\right)}                                       | {\displaystyle \Omega \thickapprox 2.0595584027} ср     |
| Тілесний кут, під яким п'ятикутну грань видно з центру протилежної п'ятикутної грані | {\displaystyle \Omega _{1}=2\pi -10\cdot \arcsin \left({\sqrt {\frac {15-4{\sqrt {5}}}{29}}}\right)} {\displaystyle =2\pi -10\cdot \arctan \left({\sqrt {\frac {5-2{\sqrt {5}}}{2}}}\right)} | {\displaystyle \Omega _{1}\thickapprox 1.5373694805} ср |
| Сферичність                                                                          | {\displaystyle \Psi ={\frac {2\cdot {\sqrt[{3}]{5\pi \left(9+4{\sqrt {5}}\right)}}}{5{\sqrt {3}}+{\sqrt {25+10{\sqrt {5}}}}}}}                                                               | {\displaystyle \Psi \thickapprox 0.843724042}           |

## Декартові координати вершин
Декартові координати 10-ти вершин п'ятикутної антипризми з довжиною ребра {\displaystyle a=1} можна взяти з координат вершин правильного ікосаедра, видаливши з них дві протилежні вершини:
- {\displaystyle \left(-{\sqrt {\frac {5+{\sqrt {5}}}{10}}},0,-{\frac {1}{2}}{\sqrt {\frac {5+{\sqrt {5}}}{10}}}\right),} {\displaystyle \left({\frac {1}{2}}{\sqrt {\frac {5+2{\sqrt {5}}}{5}}},\pm {\frac {1}{2}},-{\frac {1}{2}}{\sqrt {\frac {5+{\sqrt {5}}}{10}}}\right),} {\displaystyle \left(-{\frac {1}{2}}{\sqrt {\frac {5-{\sqrt {5}}}{10}}},\pm {\frac {{\sqrt {5}}+1}{4}},-{\frac {1}{2}}{\sqrt {\frac {5+{\sqrt {5}}}{10}}}\right);}
- {\displaystyle \left({\sqrt {\frac {5+{\sqrt {5}}}{10}}},0,{\frac {1}{2}}\cdot {\sqrt {\frac {5+{\sqrt {5}}}{10}}}\right),} {\displaystyle \left(-{\frac {1}{2}}\cdot {\sqrt {\frac {5+2{\sqrt {5}}}{5}}},\pm {\frac {1}{2}},{\frac {1}{2}}\cdot {\sqrt {\frac {5+{\sqrt {5}}}{10}}}\right),} {\displaystyle \left({\frac {1}{2}}\cdot {\sqrt {\frac {5-{\sqrt {5}}}{10}}},\pm {\frac {{\sqrt {5}}+1}{4}},{\frac {1}{2}}\cdot {\sqrt {\frac {5+{\sqrt {5}}}{10}}}\right).}

При цьому вершини лежать в двох паралельних площинах (паралельних до площини Oxy), в кожній з яких розташовані як вершини правильного п'ятикутника.
Початок координат збігається з центром багатогранника, що є його центром напіввписаної та описаної сфер.
Вісь Oz збігається з віссю симетрії 5-го порядку.
Площина Oxz є однією з площин симетрії багатогранника.

## Граф п'ятикутної антипризми
В теорії графів граф п'ятикутної антипрзми — це граф з 10 вершинами та 20 ребрами, що має кістяк п'ятикутної антипризми.
Всі 10 вершин графа мають степінь 4, а отже, граф є квадратичним (англ. quartic).
Спектр графа : {\displaystyle Spec(G)=(-{\sqrt {5}})^{2}\left(-1\right)^{4}0^{1}{\sqrt {5}}^{2}4^{1}}
Гамільтонів цикл — замкнений шлях, що проходить через кожну вершину графа рівно один раз.
Деякі гамільтонові цикли графа:
| Гамільтонів цикл графа 5-антипризми | {1 — 2 — 3 — 4 — 5 — 6 — 7 — 8 ‒ 9 ‒ 10 — 1} {1 — 10 — 2 — 9 — 3 — 8 — 4 — 7 ‒ 5 ‒ 6 — 1} {1 — 10 — 2 — 3 — 9 — 8 — 4 — 7 ‒ 5 ‒ 6 — 1} {1 — 10 — 2 — 9 — 3 — 4 — 8 — 7 ‒ 5 ‒ 6 — 1} {1 — 2 — 3 — 9 — 8 — 7 — 4 — 5 ‒ 6 ‒ 10 — 1} |

## Двоїстий багатогранник
П'ятикутна антипризма має канонічно-двоїстий багатогранник. Середньовписані сфери канонічно двоїстої пари багатогранників збігаються. Для такого способу побудови — двоїстий багатогранник до двоїстого збігається з початковим. Грань двоїстого будується методом Дормана Люка (метод діє лише для однорідних багатогранників).

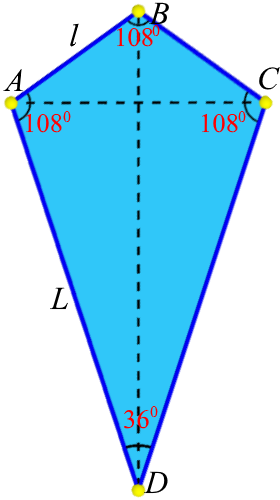
Грань п'ятикутного трапецоедра

Канонічно двоїстим багатогранником до 5-антипризми є п'ятикутний трапецоедр.
Має 10 граней: дельтоїди з гострим кутом {\displaystyle \alpha ={\frac {\pi }{5}}rad=36^{\circ }} та трьома тупими кутами {\displaystyle \beta ={\frac {3\pi }{5}}rad=108^{\circ }};
20 ребер, 12 вершин.
Якщо ребро 5-антипризми дорівнює {\displaystyle a}, то ребра двоїстого 5-трапецоедра дорівнюють: Коротке ребро: {\displaystyle l={\frac {{\sqrt {5}}-1}{2}}\cdot a=(\varphi -1)\cdot a\approx 0.6180339\cdot a} 
Довге ребро: {\displaystyle L={\frac {{\sqrt {5}}+1}{2}}\cdot a=\varphi \cdot a\approx 1.6180339\cdot a}

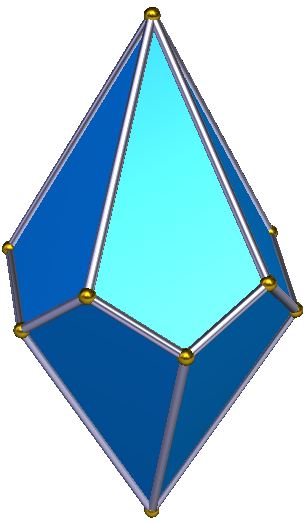
П'ятикутний трапецоедр
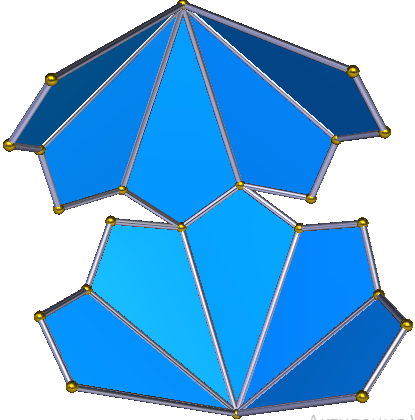
Розгортка п'ятикутного трапецоедра
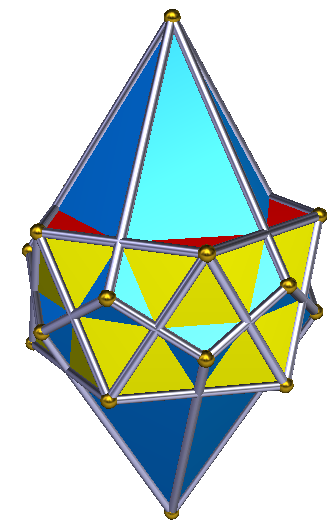
Поєднання 5-антипризми та 5-трапецоедра

## Узагальнення

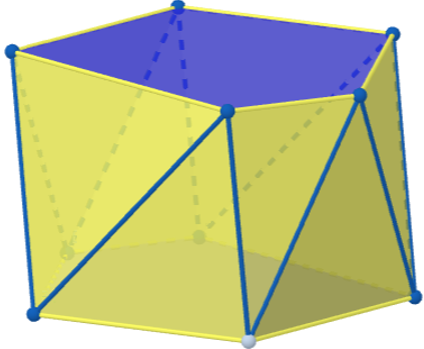
П'ятикутна антипризма

П'ятикутна антипризма  — призматоїд, у якого дві паралельні грані (основи) — рівні між собою 5-кутники, а решта 10 граней (бокові грані) — різносторонні трикутники.

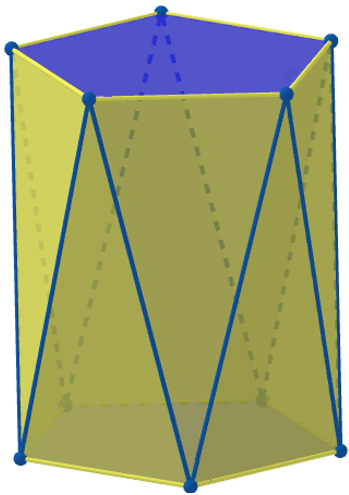
Пряма п'ятикутна антипризма

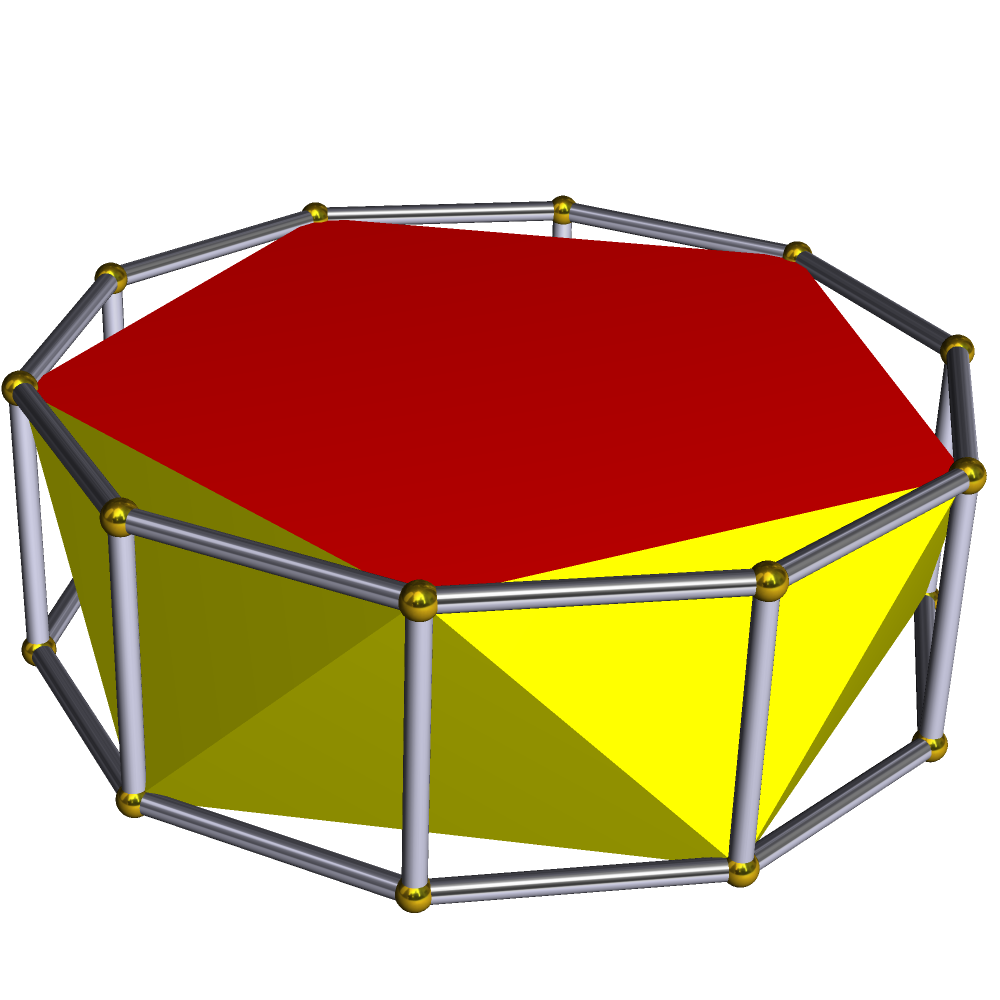
Пряма п'ятикутна антипризма як результат геометричної операції «Альтернування»

Пряма п'ятикутна антипризма — п'ятикутна антипризма, основами якої є рівні між собою (конгруентні) правильні п'ятикутники, а бокові грані — рівнобедрені трикутники.
Правильна п'ятикутна антипризма — пряма п'ятикутна рівностороння антипризма. В цьому багатограннику бокові грані — правильні трикутники і він, власне, і є однорідною п'ятикутною антипризмою.
Нехай ребра основи мають довжину {\displaystyle a}, а ребра бічних граней мають довжину {\displaystyle l}.
Тоді, висота антипризми: {\displaystyle H={\sqrt {l^{2}-{\frac {5-{\sqrt {5}}}{10}}\cdot a^{2}}}}
П'ятикутні грані основ повернені одна відносно іншої навколо осі на кут {\displaystyle {\frac {180^{\circ }}{5}}=36^{\circ }} (якщо цей кут має інше значення, багатогранник правильніше називати п'ятикутною скрученою призмою).
Пряма, що сполучає центри основ (вісь антипризми), перпендикулярна до площин основ.

## Топологічно еквівалентні багатогранники

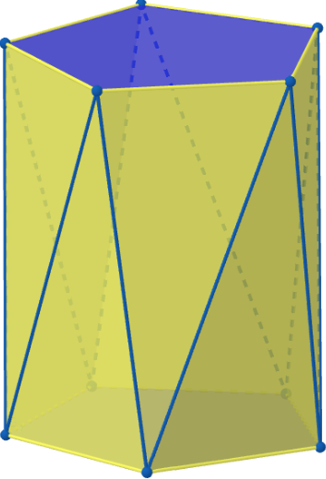
Скручена п'ятикутна призма

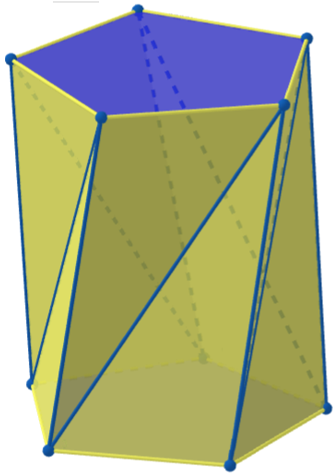
Скручена п'ятикутна призма

Скручена п'ятикутна призма (за годинниковою стрілкою або проти годинникової стрілки) може мати те саме розташування вершин, що і пряма п'ятикутна антипризма.
Багатогранник можна отримати з прямої п'ятикутної призми шляхом повороту однієї з її основ навколо осі призми на деякий кут {\displaystyle \varphi \neq {\frac {\pi }{5}}}. В цьому випадку бокові грані — рівні між собою різносторонні трикутники.
Якщо кут повороту лежить в інтервалі {\displaystyle 0<\varphi <{\frac {2\pi }{5}}=72^{\circ }}, багатогранник буде опуклим. При {\displaystyle {\frac {2\pi }{5}}<\varphi <\pi =180^{\circ }}, багатогранник буде неопуклим без перетину бокових граней.
Пряма, що сполучає центри основ (вісь антипризми), перпендикулярна до площин основ..

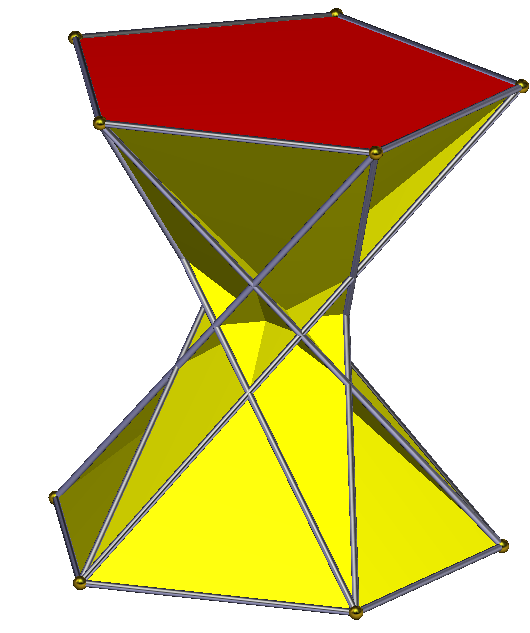

Схрещена п'ятикутна антипризма — багатогранник, топологічно ідентичний п'ятикутній антипризмі, але його неможливо зробити однорідним; бічні сторони — рівнобедрені трикутники, а розташування вершин таке ж, як у п'ятикутної призми.
Багатогранник отримується з прямої призми шляхом повороту однієї з 5-кутної граней навколо осі призми відносно іншої на кут {\displaystyle \varphi ={\frac {6\pi }{5}}=216^{\circ }}. В цьому випадку бокові грані перетинають одна одну.
Його вершинна конфігурація 3.3/2.3.5 , з одним ретроградним трикутником. Він має d5d симетрію, порядку 10.

## Пов'язані та споріднені багатогранники
П'ятикутна антипризма належить до родини однорідних багатогранників — антипризм і є третім багатогранником в цій родині. До цієї родини також належать тетраедр (вироджена двокутна антипризма), октаедр (трикутна антипризма) та квадратна антипризма.
| Многогранник     |         |         |         |         |         |         |         |         |          |          |          | ...            |         |
| Сферична мозаїка |         |         |         |         |         |         |         |         |          |          |          | Плоска мозаїка |         |
| Конфігурація     | 2.3.3.3 | 3.3.3.3 | 4.3.3.3 | 5.3.3.3 | 6.3.3.3 | 7.3.3.3 | 8.3.3.3 | 9.3.3.3 | 10.3.3.3 | 11.3.3.3 | 12.3.3.3 | ...            | ∞.3.3.3 |

### Похідні багатогранники

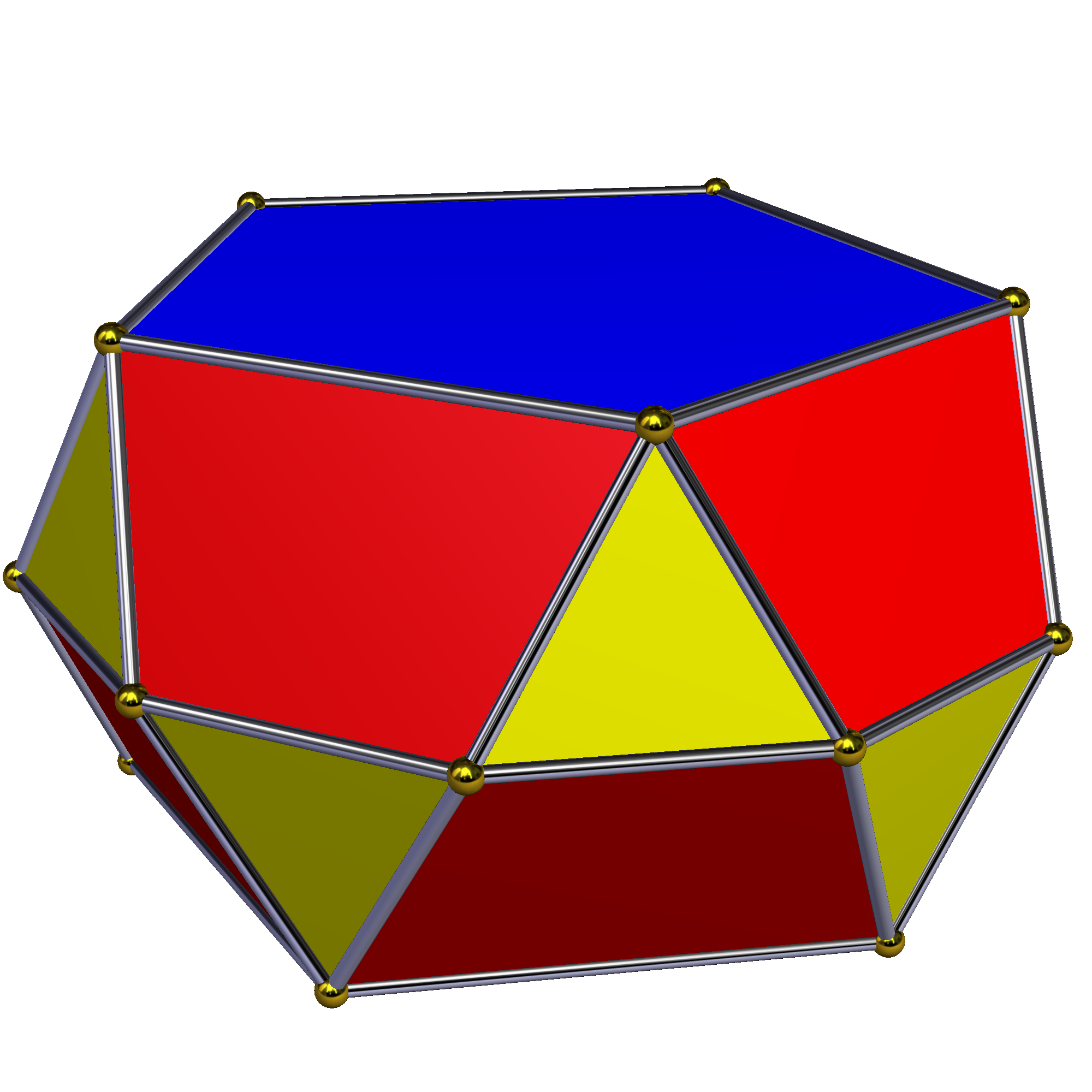
Багатогранник, утворений шляхом застосування до 5-антипризми геометричної операції «»

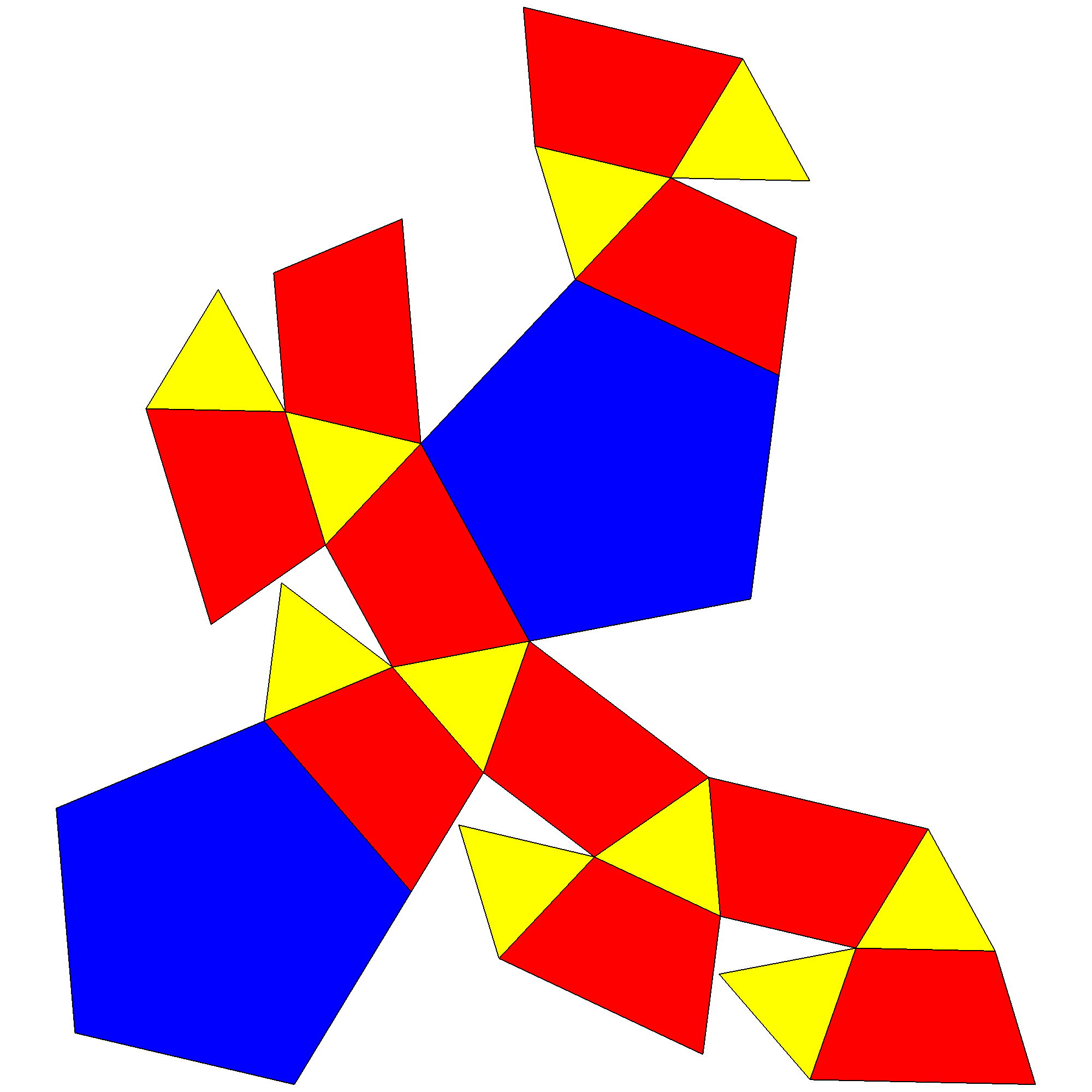
Його розгортка

П'ятикутну антипризму можна наростити п'ятикутною пірамідою, в результаті утвориться багатогранник Джонсона J11 — скручена подовжена п’ятикутна піраміда.

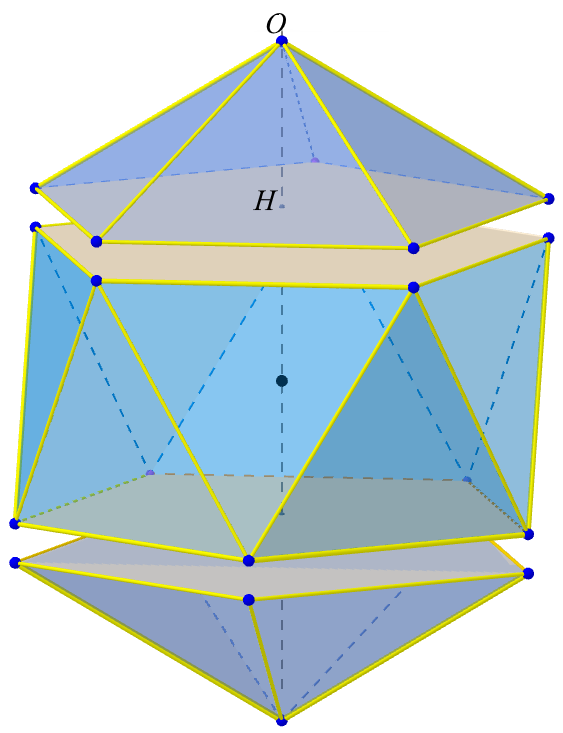
Правильний ікосаедр як двічі нарощена п'ятикутна антипризма

Якщо п'ятикутну антипризму з довжиною ребра a наростити двома рівносторонніми п'ятикутними пірамідами (що є багатогранниками Джонсона J2), — утвориться правильний ікосаедр з довжиною ребра a.
При цьому висота нарощених пірамід дорівнює {\displaystyle OH={\sqrt {\frac {5-{\sqrt {5}}}{10}}}\cdot a={\frac {1}{\sqrt {\varphi +2}}}\cdot a\approx 0.525731\cdot a}
Таким чином правильний ікосаедр можна назвати скрученою подовженою п'ятикутною біпірамідою.
В цьому випадку він має діедричну симетрію 5-Антипризми (D5d[en], [2+,10], (2*5), порядок 20).
Два однорідних з'єднання багатогранників складаються з п'ятикутних антипризм:
| Великий кирпатий додекаедр (з'єднання 6-ти 5-антипризм) | Великий двічі-кирпатий додекаедр (з'єднання 12-ти 5-антипризм) |
| ------------------------------------------------------- | -------------------------------------------------------------- |
|                                                         |                                                                |

До п'ятикутної антипризми можуть бути застосовані геометричні операції «зрізання» та «часткове видалення» або «альтернування» до однієї з форм кирпатих антипризм:
| Антипризма A5      | Зрізання tA5         | Альтернування sY5 = htA5 |
| ------------------ | -------------------- | ------------------------ |
| · s{2,10}          | ts {2,10}            | ss {2,10}                |
| 5-антипризма       | Зрізана 5-антипризма | Кирпата 5-антипризма     |
| (В:10; Р:20; Г:12) | (В:40; Р:60; Г:22)   | (В:20; Р:50; Г:32)       |